# Картер Спрингс (Невада)
Картер Спрингс (енгл. Carter Springs) насељено је место без административног статуса у америчкој савезној држави Невада.

## Демографија
По попису из 2010. године број становника је 553.
| Група             | 2000.    | 2010.       |
| Белци             | 0 (0,0%) | 426 (77,0%) |
| Афроамериканци    | 0 (0,0%) | 5 (0,9%)    |
| Азијати           | 0 (0,0%) | 0 (0,0%)    |
| Хиспаноамериканци | 0 (0,0%) | 82 (14,8%)  |
| Укупно            | 0        | 553         |